# Abri de Chimiachas
L'Abri de Chimiachas est un abri sous roche situé dans la commune de Alquézar, comarque de Somontano de Barbastro dans la province de Huesca. Il se trouve à l'intérieur du ravin de Chimiachas, un affluent de la rivière Vero dans la Sierra de Guara,.
Il contient une seule représentation picturale d'un cerf majestueux, constituant le meilleur exemple de peinture rupestre de l'art levantin, d'Art schématique ibérique et de gravures, faisant partie de l'ensemble de l'Art rupestre du bassin méditerranéen de la péninsule Ibérique déclaré patrimoine mondial par l'UNESCO en 1998 (réf. 874-561).

## Localisation
Il se trouve dans le Parc culturel de la rivière Vero à 880 m d'altitude. On y accède en 3 heures environ par un chemin bien indiqué depuis San Pelegrín, un quartier d'Alquézar. L'abri est protégé par des clôtures et des visites guidées sont organisées par le Centre d'art rupestre de Colungo.

## Description

### Chimiachas L
L'abri  est situé dans une cavité allongée de 18 m de long, 6 m de profondeur et avec une ouverture de 9 m. Il contient une représentation unique d'un cerf, dessiné seul en position statique et en excellent état. La silhouette est peinte en rouge, avec des lignes épaisses, et la figure est remplie de différentes nuances de rouge. On estime que la peinture rupestre a été réalisée entre 6000 et 4000 av. J.-C.. Elle se caractérise par son réalisme car elle correspond au style levantin, étant la manifestation typique des sociétés de chasseur-cueilleur du Mésolithique dans l'arc méditerranéen de la péninsule ibérique.

### Chimiachas E
De plus, il abrite aussi un doigté de style schématique.